# Hongkong i olympiska sommarspelen 2016
Hongkong deltog med 37 deltagare vid de olympiska sommarspelen 2016 i Rio de Janeiro. Ingen av landets deltagare erövrade någon medalj.

## Badminton
Herrar
| Spelare    | Gren       | Grupp                          | Grupp                          | Grupp     | Eliminering                      | Kvartsfinal       | Semifinal         | Final / BM        | Final / BM       |
| Spelare    | Gren       | Motståndare Poäng              | Motståndare Poäng              | Placering | Motståndare Poäng                | Motståndare Poäng | Motståndare Poäng | Motståndare Poäng | Placering        |
| ---------- | ---------- | ------------------------------ | ------------------------------ | --------- | -------------------------------- | ----------------- | ----------------- | ----------------- | ---------------- |
| Hu Yun     | Herrsingel | Abián (ESP) W (21–18, 21–19)   | Yu Woon (BRU) W (21–16, 21–15) | 1 Q       | Chou T-c (TPE) 0L (10–21, 13–21) | Gick inte vidare  | Gick inte vidare  | Gick inte vidare  | Gick inte vidare |
| Ng Ka Long | Herrsingel | Martins (POR) W (21–17, 21–18) | Giuffre (CAN) W (21–11, 21–14) | 1 Q       | Son W-h (KOR) 0L (21–23, 17–21)  | Gick inte vidare  | Gick inte vidare  | Gick inte vidare  | Gick inte vidare |

Damer
| Spelare                    | Gren      | Grupp                                   | Grupp                                       | Grupp                                     | Grupp     | Eliminering       | Kvartsfinal       | Semifinal         | Final / BM        | Final / BM       |
| Spelare                    | Gren      | Motståndare Poäng                       | Motståndare Poäng                           | Motståndare Poäng                         | Placering | Motståndare Poäng | Motståndare Poäng | Motståndare Poäng | Motståndare Poäng | Placering        |
| -------------------------- | --------- | --------------------------------------- | ------------------------------------------- | ----------------------------------------- | --------- | ----------------- | ----------------- | ----------------- | ----------------- | ---------------- |
| Yip Pui Yin                | Damsingel | Intanon (THA) L (18–21, 12–21)          | Tolmoff (EST) L (21–5, 13–21, 19–21)        | i.u.                                      | 3         | Gick inte vidare  | Gick inte vidare  | Gick inte vidare  | Gick inte vidare  | Gick inte vidare |
| Poon Lok Yan Tse Ying Suet | Damdubbel | Maheswari / Polii (INA) L (9–21, 11–21) | Olver / Smith (GBR) L (17–21, 21–18, 16–21) | Hoo K M / Woon K W (MAS) L (15–21, 13–21) | 4         | i.u.              | Gick inte vidare  | Gick inte vidare  | Gick inte vidare  | Gick inte vidare |

Mixed
| Spelare                   | Gren        | Grupp                                    | Grupp                                          | Grupp                                  | Grupp     | Kvartsfinal       | Semifinal         | Final / BM        | Final / BM       |
| Spelare                   | Gren        | Motståndare Poäng                        | Motståndare Poäng                              | Motståndare Poäng                      | Placering | Motståndare Poäng | Motståndare Poäng | Motståndare Poäng | Placering        |
| ------------------------- | ----------- | ---------------------------------------- | ---------------------------------------------- | -------------------------------------- | --------- | ----------------- | ----------------- | ----------------- | ---------------- |
| Lee Chun Hei Chau Hoi Wah | Mixeddubbel | Zhang N / Zhao Yl (CHN) L (16–21, 15–21) | Jordan / Susanto (INA) L (12–21, 21–19, 15–21) | Fuchs / Michels (GER) W (21–17, 21–14) | 3         | Gick inte vidare  | Gick inte vidare  | Gick inte vidare  | Gick inte vidare |

## Bordtennis
Herrar
| Spelare                              | Gren       | Inledande omgång     | Omgång 1             | Omgång 2             | Omgång 3              | Åttondelsfinal       | Kvartsfinal          | Semifinal            | Final / BM           | Final / BM       |
| Spelare                              | Gren       | Motståndare Resultat | Motståndare Resultat | Motståndare Resultat | Motståndare Resultat  | Motståndare Resultat | Motståndare Resultat | Motståndare Resultat | Motståndare Resultat | Placering        |
| ------------------------------------ | ---------- | -------------------- | -------------------- | -------------------- | --------------------- | -------------------- | -------------------- | -------------------- | -------------------- | ---------------- |
| Tang Peng                            | Herrsingel | Bye                  | Bye                  | Bye                  | Calderano (BRA) L 2–4 | Gick inte vidare     | Gick inte vidare     | Gick inte vidare     | Gick inte vidare     | Gick inte vidare |
| Wong Chun Ting                       | Herrsingel | Bye                  | Bye                  | Bye                  | Wang (CAN) W 4–0      | Niwa (JPN) L 3–4     | Gick inte vidare     | Gick inte vidare     | Gick inte vidare     | Gick inte vidare |
| Ho Kwan Kit Tang Peng Wong Chun Ting | Herrlag    | i.u.                 | i.u.                 | i.u.                 | i.u.                  | Australien W 3–0     | Japan L 1–3          | Gick inte vidare     | Gick inte vidare     | Gick inte vidare |

Damer
| Spelare                            | Gren      | Inledande omgång     | Omgång 1             | Omgång 2             | Omgång 3             | Åttondelsfinal         | Kvartsfinal          | Semifinal            | Final / BM           | Final / BM       |
| Spelare                            | Gren      | Motståndare Resultat | Motståndare Resultat | Motståndare Resultat | Motståndare Resultat | Motståndare Resultat   | Motståndare Resultat | Motståndare Resultat | Motståndare Resultat | Placering        |
| ---------------------------------- | --------- | -------------------- | -------------------- | -------------------- | -------------------- | ---------------------- | -------------------- | -------------------- | -------------------- | ---------------- |
| Doo Hoi Kem                        | Damlag    | Bye                  | Bye                  | Bye                  | Póta (HUN) W 4–2     | Ding N (CHN) L 0–4     | Gick inte vidare     | Gick inte vidare     | Gick inte vidare     | Gick inte vidare |
| Lee Ho Ching                       | Damlag    | Bye                  | Bye                  | Bye                  | Bilenko (UKR) W 4–1  | Li Xx (CHN) L 0–4      | Gick inte vidare     | Gick inte vidare     | Gick inte vidare     | Gick inte vidare |
| Doo Hoi Kem Lee Ho Ching Tie Ya Na | Damsingel | i.u.                 | i.u.                 | i.u.                 | i.u.                 | Kinesiska Taipei W 3–1 | Tyskland L 1–3       | Gick inte vidare     | Gick inte vidare     | Gick inte vidare |

## Cykling

### Landsväg
| Idrottare       | Gren                | Tid             | Placering       |
| --------------- | ------------------- | --------------- | --------------- |
| Cheung King Lok | Herrarnas linjelopp | Fullföljde inte | Fullföljde inte |

### Mountainbike
| Idrottare      | Gren                   | Tid     | Placering |
| -------------- | ---------------------- | ------- | --------- |
| Chan Chun Hing | Herrarnas mountainbike | 1:44:41 | 32        |

### Bana
Sprint
| Cyklist     | Gren            | Kval                 | Kval      | Omgång 1                         | Återkval 1                       | Omgång 2                         | Återkval 2                       | Kvartsfinal                      | Semifinal                        | Final                                                               | Final     |
| Cyklist     | Gren            | Tid Hastighet (km/h) | Placering | Motståndare Tid Hastighet (km/h) | Motståndare Tid Hastighet (km/h) | Motståndare Tid Hastighet (km/h) | Motståndare Tid Hastighet (km/h) | Motståndare Tid Hastighet (km/h) | Motståndare Tid Hastighet (km/h) | Motståndare Tid Hastighet (km/h)                                    | Placering |
| ----------- | --------------- | -------------------- | --------- | -------------------------------- | -------------------------------- | -------------------------------- | -------------------------------- | -------------------------------- | -------------------------------- | ------------------------------------------------------------------- | --------- |
| Lee Wai Sze | Damernas sprint | 10.800 66.666        | 3 Q       | Cueff (FRA) W 11,355 63,408      | Bye                              | Meares (AUS) W 11,551 62,332     | Bye                              | Vogel (GER) L, L                 | Gick inte vidare                 | Match om 5:e plats Zhong Ts (CHN) Krupeckaitė (LTU) Vojnova (RUS) L | 6         |

Keirin
| Cyklist     | Gren            | 1:a omgången | Återkval  | 2:a omgången | Final     |
| Cyklist     | Gren            | Placering    | Placering | Placering    | Placering |
| ----------- | --------------- | ------------ | --------- | ------------ | --------- |
| Lee Wai Sze | Damernas keirin | 1 Q          | Bye       | DNF          | 7         |

Omnium
| Cyklist         | Gren             | Scratch-lopp | Scratch-lopp | Individuell förföljelse | Individuell förföljelse | Individuell förföljelse | Utslagslopp | Utslagslopp | Tempolopp | Tempolopp | Tempolopp | Flygande varv | Flygande varv | Flygande varv | Poänglopp | Poänglopp | Totalpoäng | Placering |
| Cyklist         | Gren             | Placering    | Poäng        | Tid                     | Placering               | Poäng                   | Placering   | Poäng       | Tid       | Placering | Poäng     | Tid           | Placering     | Poäng         | Poäng     | Placering | Totalpoäng | Placering |
| --------------- | ---------------- | ------------ | ------------ | ----------------------- | ----------------------- | ----------------------- | ----------- | ----------- | --------- | --------- | --------- | ------------- | ------------- | ------------- | --------- | --------- | ---------- | --------- |
| Leung Chun Wing | Herrarnas omnium | 16           | 20           | 4:29,162                | 13                      | 16                      | 13          | 16          | 1:03,730  | 8         | 26        | 12,265        | 8             | 26            | 1         | 11        | 105        | 11        |
| Diao Xiao Juan  | Damernas omnium  | 11           | 20           | 3:44,455                | 14                      | 14                      | 14          | 14          | 36,944    | 16        | 10        | 14,499        | 11            | 20            | 22        | 10        | 100        | 12        |

## Friidrott
Förkortningar
- Notera– Placeringar avser endast det specifika heatet.
- Q = Tog sig vidare till nästa omgång
- q = Tog sig vidare till nästa omgång som den snabbaste förloraren eller, i fältgrenarna, genom placering utan att nå kvalgränsen
- NR = Nationellt rekord
- N/A = Omgången fanns inte i grenen
- Bye = Idrottaren behövde inte tävla i omgången

Bana och väg
| Idrottare     | Gren             | Final    | Final     |
| Idrottare     | Gren             | Resultat | Placering |
| ------------- | ---------------- | -------- | --------- |
| Yiu Kit Ching | Damernas maraton | 2:36:11  | 39        |

Fältgrenar
| Idrottare     | Gren                | Kval    | Kval      | Final            | Final            |
| Idrottare     | Gren                | Distans | Placering | Distans          | Placering        |
| ------------- | ------------------- | ------- | --------- | ---------------- | ---------------- |
| Chan Ming Tai | Herrarnas längdhopp | 7,79    | 17        | Gick inte vidare | Gick inte vidare |

## Fäktning
| Idrottare      | Gren              | Omgång 2          | Omgång 2                  | Kvartsfinal            | Semifinal         | Final / BM        | Final / BM       |                  |
| Idrottare      | Gren              | Motståndare Poäng | Motståndare Poäng         | Motståndare Poäng      | Motståndare Poäng | Motståndare Poäng | Placering        |                  |
| -------------- | ----------------- | ----------------- | ------------------------- | ---------------------- | ----------------- | ----------------- | ---------------- | ---------------- |
| Cheung Ka Long | Herrarnas florett | Bye               | Heo J (KOR) W 15–8        | Toldo (BRA) L 10–15    | Gick inte vidare  | Gick inte vidare  | Gick inte vidare | Gick inte vidare |
| Vivian Kong    | Damernas värja    | Bye               | Shutova (RUS) W 15–10     | Fiamingo (ITA) L 11–15 | Gick inte vidare  | Gick inte vidare  | Gick inte vidare | Gick inte vidare |
| Lin Po Heung   | Damernas florett  | Bye               | Di Francisca (ITA) L 8–15 | Gick inte vidare       | Gick inte vidare  | Gick inte vidare  | Gick inte vidare | Gick inte vidare |

## Golf
| Spelare      | Gren             | Runda 1 | Runda 2 | Runda 3 | Runda 4 | Totalt | Totalt | Totalt    |
| Spelare      | Gren             | Poäng   | Poäng   | Poäng   | Poäng   | Poäng  | Par    | Placering |
| ------------ | ---------------- | ------- | ------- | ------- | ------- | ------ | ------ | --------- |
| Tiffany Chan | Damernas tävling | 71      | 75      | 73      | 69      | 288    | +4     | 37        |

## Rodd
| Roddare                      | Gren                              | Heat    | Heat      | Återkval | Återkval  | Semifinal | Semifinal | Final   | Final     |
| Roddare                      | Gren                              | Tid     | Placering | Tid      | Placering | Tid       | Placering | Tid     | Placering |
| ---------------------------- | --------------------------------- | ------- | --------- | -------- | --------- | --------- | --------- | ------- | --------- |
| Chiu Hin Chun Tang Chiu Mang | Herrarnas lättvikts-dubbelsculler | 6:45,05 | 5 R       | 7:22,05  | 6 SC/D    | 7:33,47   | 4 FD      | 6:57,95 | 19        |
| Lee Ka Man Lee Yuen Yin      | Damernas lättvikts-dubbelsculler  | 7:29,87 | 5 R       | 8:20,96  | 6 SC/D    | 8:14,17   | 2 FC      | 7:46,85 | 16        |

## Segling
Herrar
| Idrottare                | Gren           | Lopp | Lopp | Lopp | Lopp | Lopp | Lopp | Lopp | Lopp | Lopp | Lopp | Lopp | Lopp | Lopp | Nettopoäng | Slutlig placering |
| Idrottare                | Gren           | 1    | 2    | 3    | 4    | 5    | 6    | 7    | 8    | 9    | 10   | 11   | 12   | M*   | Nettopoäng | Slutlig placering |
| ------------------------ | -------------- | ---- | ---- | ---- | ---- | ---- | ---- | ---- | ---- | ---- | ---- | ---- | ---- | ---- | ---------- | ----------------- |
| Chun Leung Michael Cheng | Herrarnas RS:X | 3    | 6    | 11   | 5    | 6    | 16   | 9    | 13   | 13   | 21   | 17   | 26   | 6    | 126        | 8                 |

Damer
| Idrottare        | Gren          | Lopp | Lopp | Lopp | Lopp | Lopp | Lopp | Lopp | Lopp | Lopp | Lopp | Lopp | Lopp | Lopp | Nettopoäng | Slutlig placering |
| Idrottare        | Gren          | 1    | 2    | 3    | 4    | 5    | 6    | 7    | 8    | 9    | 10   | 11   | 12   | M*   | Nettopoäng | Slutlig placering |
| ---------------- | ------------- | ---- | ---- | ---- | ---- | ---- | ---- | ---- | ---- | ---- | ---- | ---- | ---- | ---- | ---------- | ----------------- |
| Sin Lam Sonia Lo | Damernas RS:X | 15   | 15   | 15   | 16   | 19   | 22   | 11   | 17   | 17   | 7    | 12   | 13   | EL   | 157        | 17                |